# Avgust Pirjevec
Avgust Pirjevec (Gorizia, 28 settembre 1887 – Campo di concentramento di Gusen, 9 dicembre 1943) è stato un critico letterario, bibliotecario e lessicografo sloveno.

## Biografia
Pirjevec nacque a Gorizia (che all'epoca faceva parte del Litorale austriaco) da una famiglia di madrelingua slovena. Studiò filologia slava all'Università di Vienna dove si laureò nel 1913 con una tesi sullo scrittore realista sloveno Fran Levstik. Prestò servizio nel Imperial regio Esercito austro-ungarico durante la prima guerra mondiale. Dopo la smobilitazione, nel 1917, insegnò sloveno e tedesco in una delle scuole private slovene di Trieste. Nel 1920 fu licenziato dalle nuove autorità italiane della Venezia Giulia, e nel 1921 si trasferì a Lubiana (che all'epoca faceva parte del Regno di Jugoslavia) dove divenne bibliotecario capo della biblioteca nazionale e universitaria della Slovenia. Tra il 1925 e il 1927 lavorò brevemente alla libreria del Museo nazionale della Slovenia.
Negli anni venti e trenta Pirjevec pubblicò diversi trattati sulla letteratura slovena del XIX secolo, soprattutto sul circolo romantico di France Prešeren e Matija Čop. Assieme a Ivan Prijatelj e France Kidrič, Pirjevec fu uno dei massimi esponenti del gruppo positivista di storici letterati sloveni del periodo tra le due guerre. Fu anche un importante teorico bibliotecario: pubblicò numerosi articoli e monografie sulla funzione e sull'organizzazione delle biblioteche e del sistema bibliotecario nella società moderna.
Durante il periodo tra le due guerre, Pirjevec mantenne una posizione di intellettuale progressista e nazional liberale, criticò la dittatura di Alessandro I di Jugoslavia e supportò l'idea di una Slovenia Unita e autonoma. Durante la seconda guerra mondiale suo figlio Dušan Pirjevec divenne un importante leader dei partigiani jugoslavi e sua figlia Ivica Pirjevec fu attiva nell'Esercito Popolare di Liberazione della Jugoslavia (fu uccisa nel 1944 dai nazisti). 
A causa delle attività antifasciste dei figli, Pirjevec fu arrestato dalle autorità naziste della Provincia di Lubiana e mandato al Campo di concentramento di Gusen nel 1943. Morì in quel luogo nel dicembre del 1943.
Dopo la guerra un busto di Pirjevec fu eretto nell'entrata principale della biblioteca nazionale e universitaria della Slovenia.